# Rumelange
Rumelange (in Lussemburghese: Rëmeleng, in tedesco: Rümelingen) è un comune che si trova nel territorio del Lussemburgo sudoccidentale, al confine con la Francia.

## Caratteristiche
Al 2005, nella città di Rumelange si contavano 4 495 abitanti. Vi si trovano alcune miniere di ferro ormai dismesse. Un museo dedicato a queste miniere si trova fuori della città di Rumelange.

## Storia
È stata creata il 25 settembre 1891, quando venne staccata dal comune di Kayl. La legge che approvò la creazione di Rumelange passò il 27 giugno 1891.
Vicino a questa città ci sono alcuni dei principali centri urbani del Lussemburgo, quali Esch-sur-Alzette, Dudelange e Differdange.